# سالومي ترقص أمام هيرودس
سالومي ترقص أمام هيرودس (بالفرنسية: Salomé dansant devant Hérode)‏ هي لوحة زيتية بريشة الفنان الفرنسي غوستاف مورو عام 1876. الموضوع مأخوذ من العهد الجديد، يصوّر سالومي - ابنة هيرودس الثاني و‌هيروديا - وهي ترقص أمام هيرودس أنتيباس. استغرق العمل من مورو سبع سنوات للرسم. لقد أحدث ضجة كبيرة عندما تم عرضه لأول مرة في صالون باريس عام 1876 ويمكن القول أنه أهم عمل لمورو. اللوحة محفوظة اليوم في متحف هامر في لوس أنجلوس، الولايات المتحدة.

## الوصف
يصور العمل قصرًا رائعًا ومزخرفًا بشكل غير عادي، حيث تقوم سالومي، وهي تقف على أطراف أصابع قدميها، بأداء رقصة لهيرودس. وهي ترتدي زيًا فخمًا مرصعًا بالجواهر، وتحمل زهرة اللوتس في يدها اليمنى، وتمد ذراعها الأيسر في إيماءة جامدة. تبدو مجمدة، أو تتحرك على الأكثر في مسيرة هادئة. في الوسط، يصوّر الملك هيرودس جالسًا على العرش ويواجه المقدمة، مع جلاد يقف على اليمين وموسيقي وهيروديا على اليسار. العنصر الأكثر إثارة في هذا العمل هو اندماج العناصر الثقافية المختلفة. ارتبطت هذه بآيا صوفيا في إسطنبول، و‌قصر الحمراء في غرناطة، و‌كاتدرائية - جامع قرطبة، والعديد من كاتدرائيات العصور الوسطى. تم التعرف على الزخارف من الفن والثقافة الأترورية والرومانية والمصرية والهندية والصينية.

## الموضوع
موضوع اللوحة هي سالومي ابنة هيرودس الثاني و‌هيروديا. بحسب إنجيل مرقس، أقام الملك هيرودس وليمة في عيد ميلاده لنبلاءه وكبار الضباط ورؤساء الجليل. ودخلت ابنة هيروديا ورقصت، فسرّ هيرودس ومن جلسوا معه. فقال الملك للفتاة: اسألني ما شئت فأعطيك إياه. فخرجت وقالت لأمها: ماذا أسأل؟ قالت: رأس يوحنا المعمدان! على الفور دخلت بسرعة إلى الملك وسألت: «أريدك أن تعطيني على الفور رأس يوحنا المعمدان على طبق.» أرسل الملك جلادًا وأمر بإحضار رأس يوحنا. ذهب الجلاد وقطع رأس يوحنا في السجن، ووضع رأسه على طبق وأعطاها للفتاة. وأعطته الفتاة لأمها. لم يذكر اسم ابنة الملك هيرودس في العهد الجديد، لكنها سالومي بحسب آثار اليهود ليوسيفوس فلافيوس. اشتهرت سالومي بأنها امرأة قاتلة عبر القرون، وقد ألهمت العديد من الفنانين. أصبح الموضوع رائجًا في أواخر القرن التاسع عشر. أثار هذا العمل الفني فترة «جنون سالومي» الذي استمر حتى القرن العشرين، وتغلغل في جميع أشكال الفن. كتب الشاعر والكاتب المسرحي الأيرلندي أوسكار وايلد مسرحية بعنوان «سالومي» عام 1891.